# Gran Premio di Monaco 2023
Il Gran Premio di Monaco 2023 è stata la sesta prova della stagione 2023 del campionato mondiale di Formula 1. La gara si è corsa domenica 28 maggio sul circuito di Monte Carlo a Monaco ed è stata vinta dall'olandese Max Verstappen su Red Bull Racing-Honda RBPT, al trentanovesimo successo in carriera; Verstappen ha preceduto all'arrivo lo spagnolo Fernando Alonso su Aston Martin Aramco-Mercedes e il francese Esteban Ocon su Alpine-Renault.

## Vigilia

### Aspetti tecnici
Per questo Gran Premio la Pirelli, fornitore unico degli pneumatici, sceglie tra gomme di mescola C3, C4 e C5, la tipologia di mescole più morbide che caratterizzano l'intera gamma messa a disposizione dall'azienda fornitrice degli pneumatici per il campionato, per la seconda volta in stagione dopo quanto avvenuto nel Gran Premio d'Azerbaigian. Fin dall'edizione 2019 del Gran Premio, la Pirelli ha sempre stabilito la stessa tipologia di pneumatici per questo appuntamento, viste le caratteristiche del tracciato cittadino che non comporta un elevato degrado degli pneumatici. Le stesse mescole erano state designate per il precedente Gran Premio dell'Emilia-Romagna, prova annullata a causa dell'ondata eccezionale di maltempo che prima del weekend di gara si è abbattuto sulla regione.
La Federazione stabilisce la tradizionale zona in cui i piloti possono attivare il DRS, ovvero quella posta lungo il rettilineo principale dei box. Il detection point, ovvero il punto per la determinazione del distacco tra i piloti, necessario per consentire l'uso del dispositivo, è stabilito dopo la curva 16. La Federazione ha anche analizzato le zone del DRS durante il 2022, introducendo cambiamenti per il 2023 al fine di facilitare i sorpassi o renderli più difficili in alcuni circuiti in cui si riteneva che la zona in cui utilizzare il dispositivo mobile fosse troppo facile o difficile al fine di effettuare un sorpasso. Il circuito di Monte Carlo non rientra tra i tracciati oggetto di queste modifiche.
Fin dall'introduzione del dispositivo mobile in Formula 1, durante la stagione 2011, il circuito di Monte Carlo è uno dei cinque tracciati a essere stato utilizzato almeno una volta nel calendario del campionato mondiale di Formula 1, insieme a quello di Suzuka sede del Gran Premio del Giappone, quello del Mugello sede dell'unica edizione del Gran Premio della Toscana corsa nel 2020, quello di Imola sede del Gran Premio dell'Emilia-Romagna e quello di Lusail sede del Gran Premio del Qatar, dove viene utilizzata una sola zona DRS, stabilita, in tutti e cinque i tracciati, sempre sul rettilineo di partenza. Durante le stagioni 2011 e 2012, il dispositivo mobile, secondo il regolamento tecnico, poteva essere aperto su tutto il tracciato nelle sessioni di prove libere e in qualifica, ma nel caso del circuito di Monte Carlo la Federazione ne vietò l'utilizzo in punti che avrebbero potuto mettere a rischio l'incolumità dei piloti, come sotto il tunnel.
A causa della logistica presentata dal Gran Premio, nelle giornate del mercoledì, giovedì e venerdì, il coprifuoco viene ridotto di un periodo di tre ore, per un massimo di sei, al solo scopo della preparazione dei pneumatici dopo il montaggio di quest'ultimi da parte del fornitore. Per questo appuntamento, la velocità massima consentita dentro la corsia dei box è stabilita a 60 km/h. La Federazione stabilisce che se i piloti usano la via di fuga della chicane della curva 10 e della curva 11, quest'ultimi possono rientrare in pista solo quando le luci, azionate sul posto dal commissario, sono diventate verdi. Rispetto all'edizione precedente, nuova pavimentazione in asfalto è presente tra l'ingresso della curva 19 e l'uscita della curva 1, tra l'uscita della curva 8 e l'uscita dal tunnel, all'ingresso della curva 10, e tra l'ingresso dalla curva 15 e l'uscita della curva 17.
La Federazione rende noto che al termine della gara del precedente Gran Premio di Miami, tra le prime dieci vetture classificate è stata sorteggiata l'AlphaTauri di Pierre Gasly per le verifiche tecniche. Le ispezioni hanno riguardato il sistema di aspirazione dell'aria, gli scambiatori di calore nonché tutti i sensori collegati, e il telaio e le connessioni ad altre unità. Inoltre sono stati verificati i documenti di tali componenti. Tutti i componenti ispezionati sono risultati essere conformi al regolamento tecnico.
Prima dell'inizio della prima sessione di prove libere del venerdì, la seconda unità relativa al turbocompressore e all'MGU-H viene installata sulla vettura di Zhou Guanyu. La seconda unità relativa all'MGU-K viene installata sulla vettura di Valtteri Bottas, Zhou e Kevin Magnussen. La seconda unità relativa al sistema di recupero dell'energia e all'unità di controllo elettronico viene installata sulla vettura di Esteban Ocon e Pierre Gasly. La terza unità relativa all'impianto di scarico viene installata sulla vettura di Zhou e Nyck de Vries, la quarta unità sulla vettura di Logan Sargeant e la quinta unità sulla vettura di Lando Norris. Tutti i piloti non sono penalizzati sulla griglia di partenza in quanto i nuovi componenti installati rientrano tra quelli utilizzabili nel numero massimo stabilito dal regolamento tecnico. Prima della terza sessione di prove libere del sabato, la direzione gara comunica che, alla luce delle condizioni meteo, non viene reso disponibile il set addizionale di pneumatici intermedi per ogni pilota prima dell'inizio delle qualifiche.

### Aspetti sportivi
Il Gran Premio rappresenta il sesto appuntamento stagionale a distanza di tre settimane dalla disputa del Gran Premio di Miami, quinta gara del campionato. In seguito all'annullamento del Gran Premio dell'Emilia-Romagna, il numero di appuntamenti per il campionato viene ridotto a ventidue, lo stesso della stagione precedente. Dopo la disputa della prima di tre tappe totali del campionato negli Stati Uniti d'America, il mondiale si sposta in Europa con il primo appuntamento della stagione previsto nel vecchio continente. Il Gran Premio di Monaco è la seconda e ultima prova calendarizzata nel mese di maggio. Esso sarebbe stato inizialmente il secondo appuntamento di un trittico di gare, il primo su due totali in stagione, posto a cavallo tra il precedente e annullato Gran Premio dell'Emilia-Romagna e il successivo Gran Premio di Spagna, in programma a inizio giugno. In questa stagione, la Federazione inverte in calendario gli appuntamenti della gara monegasca e di quella spagnola, rispetto agli ultimi campionati. Il calendario presenta il Gran Premio di Monaco prima di quello di Spagna per la prima volta dal 1999. Per il quinto weekend di gara consecutivo, si disputa un Gran Premio su un tracciato cittadino. Il contratto per l'inserimento della gara nel calendario mondiale, sempre sul circuito di Monte Carlo, è stato rinnovato nel settembre 2022 fino alla stagione 2025. Il Gran Premio non presenta una sponsorizzazione nella denominazione ufficiale, in quanto gestito dall'Automobile Club de Monaco.
Presente nel calendario del campionato mondiale di Formula 1 fin dall'edizione inaugurale del 1950 e valido quale prova della categoria dallo stesso anno, il Gran Premio di Monaco vede la disputa dell'ottantesima edizione, la sessantanovesima valida per il mondiale, nel tradizionale mese di maggio. La prima edizione, non valida per il mondiale, si disputò il 14 aprile 1929 sotto l'impulso del dirigente sportivo locale Antony Noghès, fondatore dell'Automobile Club de Monaco. Insieme ai Gran Premi di Gran Bretagna, Svizzera, Belgio, Francia e Italia, compresa un'edizione della 500 Miglia di Indianapolis valida per il mondiale, la gara monegasca è una delle prove che caratterizzò il calendario dell'edizione inaugurale del mondiale di Formula 1. Il circuito di Monte Carlo, sede della gara, ha sempre ospitato l'evento, su otto diverse configurazioni, la cui la più recente in uso fin dalla stagione 2015. Il circuito del Principato è dietro solo all'Autodromo nazionale di Monza con settantadue, sede del Gran Premio d'Italia, per maggior numero di edizioni disputate nella storia della categoria. È il più breve tra tutti i circuiti attualmente utilizzati nel campionato mondiale con i suoi 3 337 m, e quello con le velocità più basse, a causa della tortuosità del percorso e della ridotta carreggiata, quasi completamente priva di vie di fuga. I piloti lo percorrono per 78 volte, per un totale di 260,286 km, rispetto ai consueti 300 km previsti per gli altri appuntamenti. La scuderia italiana Ferrari fece il suo debutto nella categoria su questo tracciato durante la prima stagione del mondiale, nel 1950, mentre la scuderia britannica McLaren, che detiene il record di vittorie del Gran Premio, 15, ottenute tra il 1984 e 2008, debuttò in questo Gran Premio nell'edizione del 1966. Il Gran Premio di Monaco non è stato disputato nella stagione 1951, non tenutosi a causa di problemi di budget e mancanza di regolamenti nella categoria, nel 1953 e nel 1954, non disputatosi in quanto i regolamenti delle vetture non furono finalizzati in Formula 1, e nella stagione 2020 a causa delle problematiche dettate dalla pandemia di COVID-19 e per l'allestimento del tracciato cittadino in tempi brevi.
La Pirelli, fornitore unico degli pneumatici, da questo appuntamento introduce una nuova mescola da bagnato cospicuo, a seguito delle lamentele dei piloti e dei team, rendendola più performante, senza che sia necessario l'utilizzo delle termocoperte. La nuova specifica doveva inizialmente debuttare nel precedente Gran Premio dell'Emilia-Romagna. Sempre nel Gran Premio dell'Emilia-Romagna, insieme ad un'altra gara ancora da definire, con l'intenzione di rendere l'uso degli pneumatici più sostenibile in futuro, la Formula 1 avrebbe inizialmente testato una riduzione dei set di pneumatici assegnati da 13 a 11. L'uso degli pneumatici nelle qualifiche sarebbe stato reso obbligatorio con mescole dure in Q1, medie in Q2 e morbide in Q3, con condizioni di clima asciutto. Con l'annullamento della gara, la Federazione sceglie il Gran Premio d'Ungheria in programma fine luglio come una delle due sedi dove sperimentare le nuove procedure. Si era anche ipotizzato il successivo Gran Premio di Spagna o quello del Canada in programma a metà giugno. Sempre da questo appuntamento, la FIA introduce un limite di velocità in caso di presenza di doppie bandiere gialle con l'utilizzo di safety car o virtual safety car. La misura è stata adottata in seguito alla ricerca e all’esame di precedenti incidenti e alla consultazione con le squadre e i piloti, aumentando il livello di sicurezza.
La scuderia tedesca Mercedes presenta il nuovo campus della sede a Brackley. Il progetto prevede un piano di investimento pari a 70 milioni di sterline, che consiste nella realizzazione di un ambiente completamente pedonale e nella costruzione di edifici per il marketing, ai quali si aggiungono altre strutture che accoglieranno attività per il tempo libero dei lavori e ristoranti. Il nuovo sito, alimentato totalmente da energia rinnovabile provenienti da fonti esterne, sarà completato nel 2025. Inoltre, il team comunica l'obiettivo da raggiungere insieme al partner Petronas riguardo alle emissioni di carbonio, ovvero una riduzione di quest'ultime di oltre il 60% pari a 200 tonnellate di anidride carbonica risparmiate. Il costruttore inglese McLaren corre con una livrea celebrativa per omaggiare le vittorie ottenute, tra il 1974 e il 1995, nella 500 Miglia di Indianapolis, nel Gran Premio di Monaco e nella 24 Ore di Le Mans, riconoscimento noto come Triple Crown, come parte dei festeggiamenti dei sessant'anni del team con sede a Woking. La speciale livrea sarà utilizzata anche nel successivo Gran Premio di Spagna. Il motorista giapponese Honda stringe un accordo pluriennale con il costruttore inglese Aston Martin per la fornitura delle power unit in vista del cambio regolamentare programmato per il 2026.
Il pilota locale della Ferrari, Charles Leclerc, potrebbe ottenere l'hat-trick con la terza pole position consecutiva nel Gran Premio di casa, eguagliando le tre pole position dell'austriaco Niki Lauda ottenute dal 1974 al 1976. Nelle ultime due precedenti edizioni della gara, egli non ha ottenuto la vittoria dopo essere partito dalla prima piazza. Un incidente nella fasi finali delle qualifiche dell'edizione del 2021, che portò al danneggiamento del cambio, gli negò di partire in gara la domenica. Nell'edizione 2022 terminò quarto. Il pilota australiano della McLaren, Oscar Piastri, quello statunitense della Williams, Logan Sargeant, e quello olandese dell'AlphaTauri, Nyck de Vries, debuttanti nella categoria in questo campionato, a pieno regime compreso De Vries, hanno già gareggiato sul circuito del Principato, in altre categorie. Piastri corse in Formula Renault Eurocup nel 2018 e 2019, e ottenne due secondi posti in Formula 2 nel 2022. Sargeant corse in Formula Renault Eurocup nel 2018, e in Formula 2, dove la scorsa stagione ottenne il miglior risultato su questa pista appannaggio della nona posizione nella Sprint Race. De Vries corse in Formula 2, con il miglior risultato la vittoria nella Sprint Race del 2017 e la vittoria nella Feature Race del 2019. L'olandese corse anche in Formula E nel 2020-2021 e 2021-2022, su un layout diverso del tracciato. La Haas disputa il centocinquantesimo Gran Premio nella categoria, dopo il debutto nella stagione 2016 nel Gran Premio d'Australia, mentre l'Alpine, sotto questa denominazione, il cinquantesimo, insieme al pilota giapponese dell'AlphaTauri, Yuki Tsunoda. Quest'ultimi debuttarono nel campionato 2021 durante il Gran Premio del Bahrein.
L'ex pilota di Formula 1, lo statunitense Danny Sullivan, è nominato commissario aggiunto per la gara. Ha svolto tale funzione anche in passato, l'ultima nel precedente Gran Premio di Miami. Inizialmente era stato designato l'ex pilota italiano della categoria, Emanuele Pirro, il quale fu commissario aggiunto per l'ultima volta nel Gran Premio d'Olanda 2022. È la casa automobilistica inglese Aston Martin, come nella gara precedente, a fornire la safety car e la medical car.

## Prove

### Resoconto
Due piloti spagnoli guidano la classifica dei tempi della prima sessione di prove libere. Il ferrarista Carlos Sainz Jr. precede Fernando Alonso, per tre decimi. Sainz Jr. ha chiuso con un tempo di oltre un secondo più veloce, rispetto al miglior tempo dell'analoga sessione dell'edizione precedente. Hamilton è terzo, ma è stato al comando, fino al miglioramento della pista, avvenuto nella parte finale della sessione. Leclerc, sesto, è stato penalizzato dal traffico in pista, mentre Max Verstappen è solo nono, dopo aver lamentato un assetto della sua monoposto non confortevole. A quattro minuti dal termine Alexander Albon è finito con la sua vettura contro le protezioni alla Sainte Devote; la vettura è andata in sovrasterzo, colpendo le barriere, prima con le gomme posteriori, poi con quelle anteriori. Il pilota lamenta una leggera contusione a un ginocchio. La sessione era stata interrotta anche per un incidente, alla chicane del porto, per Nico Hülkenberg. Il pilota tedesco ha subito il dechappamento di uno pneumatico, dopo aver toccato le barriere, che ha costretto la direzione di gara a ripulire la pista dai detriti.
Verstappen, dopo i problemi della sessione del mattino, risale in vetta ai tempi, per la seconda sessione. Il pilota della Red Bull Racing ha preceduto il duo della Ferrari: i primi tre piloti sono in poco più di un decimo. La scuderia italiana ha provato, a inizio turno, anche le gomme a mescola hard, dimostrando una certa velocità. Al quarto posto ha confermato la sua competitività, Alonso. Sainz Jr. è stato autore di incidente, con la sua monoposto che è terminata contro le barriere, all'uscita delle curve delle piscine, dopo aver sfiorato con la gomma anteriore il guard rail. Alla sessione, anche se solo nei minuti finali, ha potuto partecipare anche Albon, con la vettura riparata in tempo, dopo l'incidente del mattino.
Durante le prime due sessioni di prove libere del venerdì, Valtteri Bottas utilizza l'assemblaggio di una trasmissione al di fuori dell'allocazione prevista secondo il regolamento tecnico. Il pilota finlandese dell'Alfa Romeo non è penalizzato sulla griglia di partenza in quanto tale operazione rientra tra quelle effettuabili nel numero massimo consentito dal regolamento tecnico.
Al termine della seconda sessione di prove libere del venerdì, Yuki Tsunoda viene convocato dai commissari sportivi per aver superato la velocità minima stabilita dentro la corsia dei box. L'AlphaTauri viene multata di 1 000 euro da parte della Federazione, con il pilota giapponese che riceve un avvertimento. La Mercedes viene multata di 100 euro in quanto George Russell ha anch'egli superato il limite di velocità in pit lane.
Nella notte tra il venerdì e il sabato, la McLaren utilizza uno dei due coprifuochi concessi durante la stagione per effettuare le operazioni sulle proprie vetture. La squadra britannica non riceve sanzioni.
Prima dell'inizio della terza sessione di prove libere del sabato, sulla vettura di Valtteri Bottas viene installata la seconda unità relativa al turbocompressore e all'MGU-H. Sulla vettura di Charles Leclerc, Carlos Sainz Jr., Bottas, Kevin Magnussen e Nico Hülkenberg viene installata la terza unità relativa all'impianto di scarico. Tutti i piloti non sono penalizzati sulla griglia di partenza in quanto i nuovi componenti installati rientrano tra quelli utilizzabili nel numero massimo stabilito dal regolamento tecnico.
Verstappen si conferma anche nella sessione del sabato mattina. Pur con una pista che si presenta più lenta del venerdì, il campione del mondo chiude sotto il minuto e tredici secondi. La buona prova della Red Bull Racing è confermata dal secondo tempo per Sergio Pérez, che si pone a meno di un decimo dal compagno di scuderia. Al terzo posto sale Lance Stroll, che riesce a completare due giri rapidi in sequenza, precedendo Sainz Jr., Lando Norris, dolorante per il mal di schiena, e Pierre Gasly. Sull'altra Ferrari, Leclerc denota un certo saltellamento del retrotreno, mentre Esteban Ocon, compagno di team di Gasly, ha scontato dei problemi tecnici, che lo hanno anche rallentato durante un giro veloce. La sessione è stata neutralizzata, con la virtual safety car, a otto minuti dal termine, dopo che la Haas di Magnussen si è fermata, per un problema tecnico, al Mirabeau basso, salvo poi essere interrotta definitivamente, con bandiera rossa, quando Lewis Hamilton, a pochi minuti dalla conclusione, ha perso la sua Mercedes al Mirabeau alto, finendo contro le barriere.
Al termine della terza sessione di prove libere del sabato, l'Alfa Romeo è stata multata due volte da 300 euro e due volte da 100 euro da parte della Federazione in quanto Zhou Guanyu ha superato il limite di velocità stabilito in pit lane. La Williams è stata multata una volta da 200 euro e una volta da 100 euro in quanto Logan Sargeant supera il limite di velocità ai box. La Mercedes è stata multata di 600 in quanto Lewis Hamilton ha anch'egli superato la velocità limite in pit lane.

### Risultati
Nella prima sessione del venerdì si è avuta questa situazione:
| Pos | Nº | Pilota           | Costruttore                  | Tempo    | Gap    | Giri |
| --- | -- | ---------------- | ---------------------------- | -------- | ------ | ---- |
| 1   | 55 | Carlos Sainz Jr. | Ferrari                      | 1'13"372 |        | 26   |
| 2   | 14 | Fernando Alonso  | Aston Martin Aramco-Mercedes | 1'13"710 | +0"338 | 28   |
| 3   | 44 | Lewis Hamilton   | Mercedes                     | 1'14"035 | +0"663 | 27   |

Nella seconda sessione del venerdì si è avuta questa situazione:
| Pos | Nº | Pilota           | Costruttore                | Tempo    | Gap    | Giri |
| --- | -- | ---------------- | -------------------------- | -------- | ------ | ---- |
| 1   | 1  | Max Verstappen   | Red Bull Racing-Honda RBPT | 1'12"462 |        | 30   |
| 2   | 16 | Charles Leclerc  | Ferrari                    | 1'12"527 | +0"065 | 33   |
| 3   | 55 | Carlos Sainz Jr. | Ferrari                    | 1'12"569 | +0"107 | 22   |

Nella sessione del sabato mattina si è avuta questa situazione:
| Pos | Nº | Pilota         | Costruttore                  | Tempo    | Gap    | Giri |
| --- | -- | -------------- | ---------------------------- | -------- | ------ | ---- |
| 1   | 1  | Max Verstappen | Red Bull Racing-Honda RBPT   | 1'12"776 |        | 19   |
| 2   | 11 | Sergio Pérez   | Red Bull Racing-Honda RBPT   | 1'12"849 | +0"073 | 24   |
| 3   | 18 | Lance Stroll   | Aston Martin Aramco-Mercedes | 1'12"942 | +0"166 | 20   |

## Qualifiche

### Resoconto
Prime delle qualifiche, sulla vettura di Kevin Magnussen viene installata la terza scatola del cambio e la terza trasmissione. Il pilota danese della Haas non è penalizzato sulla griglia di partenza in quanto i nuovi componenti installati rientrano tra quelli utilizzabili nel numero massimo stabilito dal regolamento tecnico.
Yuki Tsunoda è il primo pilota a lanciarsi in pista; il suo tempo è migliorato da Ocon, prima dell'arrivo di Max Verstappen, che porta il limite a 1'13"784. Subito dietro si posiziona l'altro pilota della Red Bull Racing, Pérez. Alle spalle del messicano sale Leclerc, mentre sono in ritardo i due piloti della Mercedes. Fernando Alonso è l'ultimo pilota a far segnare un tempo valido, e s'inserisce in terza piazza. A meno di mezzo decimo dallo spagnolo c'è Lance Stroll. La pista migliora visibilmente, tanto che si alternano in vetta Zhou Guanyu, poi Norris, con Oscar Piastri secondo. La sessione è interrotta con bandiera rossa, quando mancano poco più di undici minuti al termine, dopo che Sergio Pérez ha colpito pesantemente le barriere alla Sainte Devote. Alla ripresa la pista continua a consentire ai piloti di migliorare i loro tempi: Alexander Albon segna la miglior prestazione (1'13"327), battuto da  Verstappen, con 1'13"038. Russell s'intercala tra i due, così come fa Nyck de Vries. Alonso è il primo a scendere sotto il minuto e tredici secondi, precedendo di 133 millesimi Ocon. Alle spalle del francese c'è il connazionale Gasly. Verstappen migliora e riprende il comando (1'12"644). Russell rimonta in quarta posizione, mentre Stroll fa meglio scalando al terzo posto. Poco dopo il tempo del canadese è battuto da Leclerc. Tsunoda va al comando, Norris risale terzo. Si trova in zona eliminazione Sainz Jr.  Il campione del mondo Verstappen, dopo aver toccato il muretto, all'ultima curva, risale in vetta, con 1'12"386. Albon, nel frattempo, risale al terzo posto. Sainz Jr. riesce a rimontare al quarto posto, mentre Lewis Hamilton è settimo. La prima fase si conclude con l'eliminazione di Sargeant, Magnussen, Hülkenberg, Zhou e Pérez. La sessione si presenta molto tirata. Tra il tempo di Verstappen, primo, e quello di Sargeant, primo degli esclusi, ci sono solo  sette decimi e mezzo.
In Q2 Verstappen è subito il primo a prendere la pista, e chiudere il giro in 1'12"038; le due Ferrari si fermano a due e tre decimi, rispettivamente, dal tempo dell'olandese. Gasly sale secondo, a 0"131 da Verstappen, davanti ad Alonso, a 0"184. La velocità delle Alpine è confermata dal quarto tempo per Ocon. Hamilton è nono. I piloti della Mercedes sembrano non riuscire a trovare il limite con le loro monoposto. Alonso si migliora, portandosi a 0"069 da Verstappen. Stroll, l'altro pilota dell'Aston Martin, è solo tredicesimo. Tsunoda rovina il suo primo tentativo in Q2. Verstappen migliora ancora, fermando i cronometri in 1'11"908. Lo scarto tra i dodici piloti, a sette minuti dal termine della sessione, è di un solo secondo. Russell risale terzo, allorché Lewis Hamilton non ha che il decimo tempo. Si porta in zona sicurezza Leclerc, che ora è secondo. Tsunoda coglie il settimo tempo, ma con un solo decimo di margine sulla zona di eliminazione. Norris rientra ai box, dopo aver toccato con le gomme del lato destro le barriere nella zona delle Piscine. Nel frattempo Stroll è messo sotto indagine, per aver saltato il controllo del peso della sua vettura. Sainz Jr. si migliora, col sesto tempo, così come Hamilton che è quinto. Sono eliminati Piastri, De Vries, Albon, Stroll e Bottas.
Anche in Q3 Verstappen va subito in pista, attendendo quasi tre minuti in pit lane, prima che il semaforo consenta ai piloti di iniziare la sessione. Il pilota della Red Bull Racing chiude in 1'12"102. Ocon chiude a due decimi, prima che Alonso si ponga in pole position provvisoria, con 1'11"706. Leclerc si ferma a soli 0"053 dal pilota dell'Aston Martin: meglio fa Sainz Jr. che è più lento del connazionale di soli 0"029. George Russell, dopo il nono tempo del primo tentativo, risale quarto. Verstappen si riprende il comando, con 1'11"654, senza aver fatto segnare il miglior parziale in nessun settore. Hamilton strappa il terzo tempo, prima che Esteban Ocon, batta il tempo del campione del mondo (1'11"553). La pole position passa di mano velocemente: prima Leclerc segna 1’11’471, con Carlos Sainz Jr. che è a meno di due decimi dal compagno di team, poi è il turno di Alonso (1'11"449). Il tempo dello spagnolo sembra non avvicinabile per Verstappen che, dopo due parziali, è staccato di oltre due decimi. Con un ultimo settore rapidissimo l'olandese è capace di strappare, definitivamente, la prima posizione in griglia, per soli 84 millesimi, con un giro in cui, sul rettilineo del traguardo, ha toccato le barriere.
Il campione del mondo conquista la ventitreesima pole position in carriera, la terza della stagione, la prima da quella ottenuta nel Gran Premio d'Australia e la prima in assoluto sul circuito di Monte Carlo. Per la Red Bull Racing è l'ottantaseiesima partenza al palo, la quinta stagionale e la seconda consecutiva dopo quella ottenuta da Pérez nel precedente Gran Premio di Miami. Per la scuderia di Milton Keynes è la sesta pole position nel Gran Premio di Monaco, la prima da quella ottenuta dall'australiano Daniel Ricciardo nell'edizione del 2018, spinta da propulsori Renault marchiati TAG Heuer. La pole position si presenta, inoltre, più veloce di soli undici millesimi rispetto a quella dell’anno precedente appannaggio di Leclerc. Alonso, secondo, è in prima fila sul circuito del Principato per la prima volta dall'edizione del 2007 con la McLaren dove partì primo. Per l'Aston Martin è la prima fila nel Gran Premio di Monaco considerando le precedenti denominazioni, dal secondo posto dell'italiano Jarno Trulli alla guida della Jordan nell'edizione del 2000. Leclerc è qualificato terzo, ma parte sesto per via della penalità. Il pilota locale non ha vinto nelle ultime otto gare in cui è partito primo, la striscia più lunga dalle dieci gare consecutive del brasiliano Nelson Piquet dal 1984 al 1987. Ocon è qualificato quarto, alla sua prima partenza nei primi quattro per il costruttore di Enstone, l'Alpine, che è al cinquantesimo Gran Premio sotto questa denominazione, nella sessantasettesima gara per il pilota francese. Ocon parte terzo a seguito della penalità di Leclerc, per la terza volta dal Gran Premio d'Italia 2017 e dal Gran Premio del Belgio 2018 con la Force India. Il distacco dalla pole position è stato di 0"188 per Ocon. Sainz Jr., quinto, è partito quarto o quinto in cinque delle sei gare dell'anno. Hamilton, sesto, ha terminato la gara nella stessa posizione da cui è partito nelle ultime quattro gare a Monaco. Gasly è settimo e per la seconda gara consecutiva parte nelle prime sette posizioni. Russell è ottavo, sopravanzato da Hamilton in qualifica per solamente la seconda volta in stagione. Tsunoda, al cinquantesimo Gran Premio, è qualificato nono in quel che è la prima apparizione per il pilota giapponese in Q3 nel Gran Premio di Monaco. Norris è in Q3 con la decima posizione, nella seconda apparizione in questa fase in stagione dopo il settimo posto nel Gran Premio d'Azerbaigian. Piastri, undicesimo, non ottiene la qualificazione al Q3 per soli 0"018, mentre per De Vries, dodicesimo, è la miglior qualifica dell'anno. Albon è tredicesimo per la miglior partenza della Williams a Monaco dalla tredicesima del russo Sergej Sirotkin nell'edizione del 2018. Stroll, quattordicesimo, non ha mai raggiunto la Q3 in sei apparizioni nel Principato. Nel centocinquantesimo Gran Premio, entrambe le Haas vengono eliminate in Q1 per la seconda volta nelle ultime tre gare del campionato. Zhou è eliminato in Q1 per la terza volta nelle ultime quattro gare. Pérez ha un incidente in qualifica per la terza volta a Monaco, e per il secondo anno consecutivo. Il messicano terminò quinto dopo essere partito dalla pit lane nel Gran Premio d'Australia, mentre il compagno di squadra Verstappen concluse nono dopo essere partito ultimo nell'edizione del 2018. Se Alonso avesse ottenuto la pole position, sarebbe stata la ventitreesima della carriera, lo stesso numero delle partenze in prima posizione di Verstappen. Leclerc non riesce a ottenere l'hat-trick con la terza pole position consecutiva nel Gran Premio di casa. Il monegasco avrebbe eguagliato le tre pole position dell'austriaco Niki Lauda ottenute dal 1974 al 1976. Nelle ultime due precedenti edizioni della gara, egli non ha ottenuto la vittoria dopo essere partito dalla prima piazza. Un incidente nella fasi finali delle qualifiche dell'edizione del 2021, che portò al danneggiamento del cambio, gli negò di partire in gara la domenica. Nell'edizione 2022 terminò quarto. Il distacco tra Verstappen, primo, e Alonso, secondo, è di soli 0"084, il divario più vicino in prima fila finora in questa stagione, oltre a essere il distacco più basso dell'era turbo-ibrida iniziata nella stagione 2014. I due condividono la prima fila per la seconda volta. Tra il tempo più rapido di Verstappen e quello più lento di Pérez in Q1 c'è stato un distacco di soli 1"464, poco distante dal record di 1"188 tra il più rapido Sainz Jr. e il più lento Gasly nella stessa fase del Gran Premio del Bahrein. Considerando le prime diciotto posizioni, c'è stato un distacco di soli 0"893 in  Q1, il secondo più basso con l'attuale formato delle qualifiche, dal distacco dei primi diciotto di 0"746 nel Gran Premio d'Italia 2009. La griglia di partenza presenta una vettura della Red Bull Racing in prima e ultima posizione come nell'edizione del 2018, con Ricciardo prima e Verstappen ultimo. Nelle ultime sette edizioni della gara, il pilota partente secondo ha vinto più delle volte di quello partito primo, con tre vittorie contro due, mentre le ultime tre edizioni caratterizzate dalla pioggia sono state vinte da un pilota partito terzo. Nessun pilota ha vinto dopo essere partito al di fuori dei primi tre dal trionfo del francese Olivier Panis nel 1996 partito quattordicesimo.
Sono stati cancellati sette tempi dai commissari sportivi ai piloti per non aver rispettato i limiti della pista, durante le qualifiche. Si sono visti cancellare il tempo Carlos Sainz Jr., Sergio Pérez, George Russell, Lewis Hamilton, Yuki Tsunoda e Pierre Gasly (alla curva 10), e Charles Leclerc (alla curva 11).
Al termine delle qualifiche, Charles Leclerc e Lando Norris vengono convocati dai commissari sportivi in quanto il pilota monegasco ha ostacolato quello britannico alla curva 9, nel corso della Q3. Il pilota monegasco della Ferrari è penalizzato di tre posizioni sulla griglia di partenza. Lance Stroll viene convocato per aver violato la procedura di pesaggio della vettura. Il pilota canadese dell'Aston Martin non riceve sanzioni.

### Risultati
Nella sessione di qualifica si è avuta questa situazione:
| Pos                         | Nº | Pilota           | Costruttore                  | Q1       | Q2       | Q3       | Griglia |
| --------------------------- | -- | ---------------- | ---------------------------- | -------- | -------- | -------- | ------- |
| 1                           | 1  | Max Verstappen   | Red Bull Racing-Honda RBPT   | 1'12"386 | 1'11"908 | 1'11"365 | 1       |
| 2                           | 14 | Fernando Alonso  | Aston Martin Aramco-Mercedes | 1'12"886 | 1'12"107 | 1'11"449 | 2       |
| 3                           | 16 | Charles Leclerc  | Ferrari                      | 1'12"912 | 1'12"103 | 1'11"471 | 6       |
| 4                           | 31 | Esteban Ocon     | Alpine-Renault               | 1'12"967 | 1'12"248 | 1'11"553 | 3       |
| 5                           | 55 | Carlos Sainz Jr. | Ferrari                      | 1'12"717 | 1'12"210 | 1'11"630 | 4       |
| 6                           | 44 | Lewis Hamilton   | Mercedes                     | 1'12"872 | 1'12"156 | 1'11"725 | 5       |
| 7                           | 10 | Pierre Gasly     | Alpine-Renault               | 1'13"033 | 1'12"169 | 1'11"933 | 7       |
| 8                           | 63 | George Russell   | Mercedes                     | 1'12"769 | 1'12"151 | 1'11"964 | 8       |
| 9                           | 22 | Yuki Tsunoda     | AlphaTauri-Honda RBPT        | 1'12"642 | 1'12"249 | 1'12"082 | 9       |
| 10                          | 4  | Lando Norris     | McLaren-Mercedes             | 1'12"877 | 1'12"377 | 1'12"254 | 10      |
| 11                          | 81 | Oscar Piastri    | McLaren-Mercedes             | 1'13"006 | 1'12"395 | N.D.     | 11      |
| 12                          | 21 | Nyck de Vries    | AlphaTauri-Honda RBPT        | 1'13"054 | 1'12"428 | N.D.     | 12      |
| 13                          | 23 | Alexander Albon  | Williams-Mercedes            | 1'12"706 | 1'12"527 | N.D.     | 13      |
| 14                          | 18 | Lance Stroll     | Aston Martin Aramco-Mercedes | 1'12"722 | 1'12"623 | N.D.     | 14      |
| 15                          | 77 | Valtteri Bottas  | Alfa Romeo-Ferrari           | 1'13"038 | 1'12"625 | N.D.     | 15      |
| 16                          | 2  | Logan Sargeant   | Williams-Mercedes            | 1'13"113 | N.D.     | N.D.     | 16      |
| 17                          | 20 | Kevin Magnussen  | Haas-Ferrari                 | 1'13"270 | N.D.     | N.D.     | 17      |
| 18                          | 27 | Nico Hülkenberg  | Haas-Ferrari                 | 1'13"279 | N.D.     | N.D.     | 18      |
| 19                          | 24 | Zhou Guanyu      | Alfa Romeo-Ferrari           | 1'13"523 | N.D.     | N.D.     | 19      |
| 20                          | 11 | Sergio Pérez     | Red Bull Racing-Honda RBPT   | 1'13"850 | N.D.     | N.D.     | 20      |
| Tempo limite 107%: 1'17"453 |    |                  |                              |          |          |          |         |

In grassetto sono indicate le migliori prestazioni in Q1, Q2 e Q3.

## Gara

### Resoconto
Prima della gara, la Williams viene multata di 100 euro da parte della Federazione in quanto Alexander Albon ha superato il limite di velocità stabilito dentro la corsia dei box durante i giri di ricognizione prima di schierarsi in griglia di partenza.
Il poleman Max Verstappen mantiene il comando della gara al via. Alle sue spalle restano Alonso, Ocon, Sainz Jr. e Hamilton. Nelle retrovie, al Mirabeau alto, Lance Stroll termina contro le barriere, dopo un contatto con Kevin Magnussen, ma il canadese può continuare la gara. L'olandese conduce con comodità davanti allo spagnolo. Dopo dieci giri il margine è di quasi tre secondi. Ocon è a dodici secondi dal primo posto, mentre Sainz Jr. non sembra avere lo spunto per passare il francese. All'undicesimo giro il pilota della Ferrari tenta un attacco, subito fuori il tunnel, ma sbaglia la frenata, tampona l'Alpine, e danneggia l'ala anteriore.
La classifica resta invariata per molti giri. Attorno al sedicesimo giro Logan Sargeant va in crisi con le gomme, e cede diverse posizioni. Nel frattempo Nico Hülkenberg ne approfitta per superare Zhou, proprio quando il cinese ha un'indecisione del sorpasso sullo statunitense. Al trentaduesimo giro si ferma per la sosta Lewis Hamilton, che monta gomma dura. Si fermano, in sequenza, Esteban Ocon e Sainz Jr., ma lo spagnolo non riesce a passare il suo diretto avversario. Verstappen comanda con 7"3 su Alonso e oltre 26 su Leclerc. Il monegasco attende il quarantacinquesimo giro per il suo pit stop; dopo due giri si ferma anche Pierre Gasly. Dopo queste soste, alle spalle di Verstappen e Alonso, c'è Russell, che precede Ocon, Sainz Jr. e Hamilton. Quando mancano circa venticinque giri al termine, sul tracciato inizia a piovere. Non tutti i piloti optano per le gomme da bagnato intermedio. Alonso, quando effettua la sua sosta, monta ancora gomme da asciutto, a mescola media. L'intensità delle precipitazioni è più elevata nella zona del tornante, tanto che diversi piloti commettono degli errori, come Carlos Sainz Jr..
Con la pioggia che aumenta di intensità i piloti sono costretti a montare gomme da bagnato. Tra questi anche Alonso, che comunque rimane alle spalle di Verstappen. Il pilota della Red Bull Racing ha 22 secondi di vantaggio sull'asturiano, quasi 26 su Ocon, e oltre 36 su Hamilton. George Russell, al sessantunesimo giro, va lungo alla Mirabeau alto: rientrando in pista colpisce il sopraggiungente Sergio Pérez, doppiato. Il pilota britannico viene penalizzato di cinque secondi. Russell chiederà poi di poter superare Hamilton, suo compagno di scuderia, davanti a lui, per scavare un solco di cinque secondi su Leclerc. Le due Mercedes rimangono, comunque, nelle loro posizioni. Yuki Tsunoda va in crisi con i freni, e viene passato dalle due McLaren, molto veloci su pista umida. Il nipponico cede molte posizioni, ma termina la gara. Negli ultimi giri la gara si svolge senza pioggia, ma nessun pilota decide di passare, di nuovo, alle gomme slick.
Verstappen vince la gara davanti ad Alonso e Ocon. Il campione del mondo conquista il trentanovesimo Gran Premio in carriera, la quarta vittoria in stagione e la seconda consecutiva dopo quella ottenuta nel precedente Gran Premio di Miami. Per Verstappen è il secondo successo nel Gran Premio di Monaco dopo la vittoria nell'edizione del 2021. Il leader del campionato segna un nuovo record per la Red Bull Racing diventando il pilota con il maggior numero di vittorie con il costruttore, sorpassando il tedesco Sebastian Vettel con trentotto vittorie. Per la scuderia austriaca è la sesta vittoria consecutiva in stagione su altrettante gare, la novantottesima della propria storia, nonché la settima sul circuito di Monaco, di cui le ultime tre consecutive, come dall'edizione del 2010 a quella del 2012. Con la vittoria di Verstappen la Red Bull Racing è imbattuta nel Principato in questo decennio. Alonso, secondo, ed a quarantuno anni, è il pilota più anziano a terminare a podio a Monaco dal secondo posto dell'australiano Jack Brabham nell'edizione del 1970. La seconda posizione è stata per Alonso il miglior risultato dalla stessa posizione ottenuta nel Gran Premio d'Ungheria 2014 con la Ferrari. Per l'asturiano è il quinto podio nel Gran Premio di Monaco, il primo da quello ottenuto nell'edizione del 2012 sempre con la Ferrari, dove terminò terzo, oltre a essere il quinto podio su sei gare in stagione. Al cinquantesimo Gran Premio sotto questa denominazione, la terza posizione dell'Alpine con Ocon ha rappresentato per il pilota francese il terzo podio in carriera dopo quello nel Gran Premio di Sakhir 2020 e nel Gran Premio d'Ungheria 2021, dove vinse la prima gara in carriera. Per l'Alpine è stato il primo podio a Monaco dalla terza posizione del polacco Robert Kubica nel 2010 con la squadra denominata Renault e il primo podio dalla terza posizione di Alonso nella prima edizione del Gran Premio del Qatar nel 2021. La quarta posizione di Hamilton è il miglior risultato per il britannico in questo decennio a Monaco. Il pilota della Mercedes ha terminato più in alto solo in una gara in questa stagione, la seconda posizione del Gran Premio d'Australia. Per la prima volta in campionato, Russell, quinto, termina nei primi cinque per due gare consecutive, e ricopre la stessa posizione da dove ha terminato la gara del 2022. Leclerc, sesto, termina solamente per la seconda volta in stagione nei primi sei, dopo il terzo posto nel Gran Premio d'Azerbaigian. La settima posizione di Gasly è il miglior risultato da quando corre per l'Alpine dall'inizio della stagione. Sainz Jr. conclude ottavo e ottiene punti in tutti gli otto Gran Premi corsi a Monaco in carriera. Per lo spagnolo è stato il peggior risultato sul circuito di Monte Carlo dal decimo posto con la Renault nell'edizione del 2018. Grazie al nono posto, Norris ottiene punti a Monaco per il terzo anno di fila, mentre il compagno di squadra Piastri, decimo, finisce a punti per la seconda volta in carriera. De Vries termina dodicesimo il quel che è stato il miglior risultato della stagione, e si è staccato dall'ultimo posto in classifica piloti, ora occupato da Sargeant. Il vincitore Verstappen non ha ancora terminato una gara in stagione al di fuori delle prime due posizioni. L'olandese ha condotto il duemillesimo giro in carriera, diventando il settimo pilota nella storia della categoria a raggiungere questo traguardo. Verstappen ha condotto interamente un Gran Premio per l'ottava volta. La Red Bull Racing sorpassa la Lotus per il quinto posto nella classifica di tutti i tempi dei giri condotti al comando, segnando 5 672 giri contro i 5 623 del team inglese. Hamilton, autore del giro più rapido, ottiene almeno un giro più veloce in stagione per il sedicesimo campionato consecutivo. Ocon è il primo pilota francese a salire sul podio nel Gran Premio di Monaco dalla vittoria di Olivier Panis nell'edizione del 1996. L'ordine di arrivo dei primi tre classificati è lo stesso del via della gara. Leclerc, Gasly e De Vries terminano nelle stesse posizioni da dove sono partiti. La Ferrari ha solamente ottenuto un podio nelle ultime sei gare, il terzo posto di Leclerc nel Gran Premio d'Azerbaigian. Dopo sei gare, Alonso ha più punti in classifica di quelli ottenuti in un'intera stagione da quando ha lasciato la Ferrari nel 2014. La Haas, al centocinquantesimo Gran Premio, non ottiene punti per la terza volta in stagione, mentre la McLaren ottiene punti con entrambe le monoposto solamente per la seconda volta in campionato. La safety car non è intervenuta per la terza volta nelle ultime undici edizioni, dopo il 2018 e 2021.
Sono stati cancellati trentuno tempi dai commissari sportivi ai piloti per non aver rispettato i limiti della pista, durante la gara. Si sono visti cancellare il tempo cinque volte Alexander Albon (tre volte alla curva 11 e due volte alla curva 10), tre volte Kevin Magnussen (due volte alla curva 10 e una volta alla curva 11), Fernando Alonso (due volte alla curva 10 e una volta alla curva 16) e Pierre Gasly (tutte e tre le volte alla curva 10), due volte Nico Hülkenberg (tutte e due le volte alla curva 10), Esteban Ocon (tutte e due le volte alla curva 10), Carlos Sainz Jr. (una volta alla curva 11 e una volta alla curva 10), Zhou Guanyu (una volta alla curva 1 e una volta alla curva 10), Sergio Pérez (tutte e due le volte alla curva 10) e Nyck de Vries (tutte le due volte alla curva 10), una volta George Russell (alla curva 10), Lewis Hamilton (alla curva 10), Lando Norris (alla curva 11), Oscar Piastri (alla curva 10) e Logan Sargeant (alla curva 10).

### Risultati
I risultati del Gran Premio sono i seguenti:
| Pos | Nº | Pilota           | Costruttore                  | Giri | Tempo/Ritiro       | Griglia | Punti |
| --- | -- | ---------------- | ---------------------------- | ---- | ------------------ | ------- | ----- |
| 1   | 1  | Max Verstappen   | Red Bull Racing-Honda RBPT   | 78   | 1h48'51"980        | 1       | 25    |
| 2   | 14 | Fernando Alonso  | Aston Martin Aramco-Mercedes | 78   | +27"921            | 2       | 18    |
| 3   | 31 | Esteban Ocon     | Alpine-Renault               | 78   | +36"990            | 3       | 15    |
| 4   | 44 | Lewis Hamilton   | Mercedes                     | 78   | +39"062            | 5       | 13    |
| 5   | 63 | George Russell   | Mercedes                     | 78   | +56"284            | 8       | 10    |
| 6   | 16 | Charles Leclerc  | Ferrari                      | 78   | +1'01"890          | 6       | 8     |
| 7   | 10 | Pierre Gasly     | Alpine-Renault               | 78   | +1'02"362          | 7       | 6     |
| 8   | 55 | Carlos Sainz Jr. | Ferrari                      | 78   | +1'03"391          | 4       | 4     |
| 9   | 4  | Lando Norris     | McLaren-Mercedes             | 77   | +1 giro            | 10      | 2     |
| 10  | 81 | Oscar Piastri    | McLaren-Mercedes             | 77   | +1 giro            | 11      | 1     |
| 11  | 77 | Valtteri Bottas  | Alfa Romeo-Ferrari           | 77   | +1 giro            | 15      |       |
| 12  | 21 | Nyck de Vries    | AlphaTauri-Honda RBPT        | 77   | +1 giro            | 12      |       |
| 13  | 24 | Zhou Guanyu      | Alfa Romeo-Ferrari           | 77   | +1 giro            | 19      |       |
| 14  | 23 | Alexander Albon  | Williams-Mercedes            | 77   | +1 giro            | 13      |       |
| 15  | 22 | Yuki Tsunoda     | AlphaTauri-Honda RBPT        | 76   | +2 giri            | 9       |       |
| 16  | 11 | Sergio Pérez     | Red Bull Racing-Honda RBPT   | 76   | +2 giri            | 20      |       |
| 17  | 27 | Nico Hülkenberg  | Haas-Ferrari                 | 76   | +2 giri            | 18      |       |
| 18  | 2  | Logan Sargeant   | Williams-Mercedes            | 76   | +2 giri            | 16      |       |
| 19  | 20 | Kevin Magnussen  | Haas-Ferrari                 | 70   | Danni da incidente | 17      |       |
| Rit | 18 | Lance Stroll     | Aston Martin Aramco-Mercedes | 53   | Danni da incidente | 14      |       |

Lewis Hamilton riceve un punto addizionale per aver segnato il giro più veloce della gara.

## Classifiche mondiali

### Piloti
| Pos | Pilota           | Punti |
| --- | ---------------- | ----- |
| 1   | Max Verstappen   | 144   |
| 2   | Sergio Pérez     | 105   |
| 3   | Fernando Alonso  | 93    |
| 4   | Lewis Hamilton   | 69    |
| 5   | George Russell   | 50    |
| 6   | Carlos Sainz Jr. | 48    |
| 7   | Charles Leclerc  | 42    |
| 8   | Lance Stroll     | 27    |
| 9   | Esteban Ocon     | 21    |
| 10  | Pierre Gasly     | 14    |
| 11  | Lando Norris     | 12    |
| 12  | Nico Hülkenberg  | 6     |
| 13  | Oscar Piastri    | 5     |
| 14  | Valtteri Bottas  | 4     |
| 15  | Zhou Guanyu      | 2     |
| 16  | Yuki Tsunoda     | 2     |
| 17  | Kevin Magnussen  | 2     |
| 18  | Alexander Albon  | 1     |

### Costruttori
| Pos | Costruttore                  | Punti |
| --- | ---------------------------- | ----- |
| 1   | Red Bull Racing-Honda RBPT   | 249   |
| 2   | Aston Martin Aramco-Mercedes | 120   |
| 3   | Mercedes                     | 119   |
| 4   | Ferrari                      | 90    |
| 5   | Alpine-Renault               | 35    |
| 6   | McLaren-Mercedes             | 17    |
| 7   | Haas-Ferrari                 | 8     |
| 8   | Alfa Romeo-Ferrari           | 6     |
| 9   | AlphaTauri-Honda RBPT        | 2     |
| 10  | Williams-Mercedes            | 1     |